# TVBS
TVBS（ティービービーエス、聯利媒體股份有限公司）は、中華民国（台湾）のケーブルテレビ局である。
台湾で初のケーブルテレビ局として1993年9月28日に開局した。台湾において初めて24時間放送のニュースを開始した。

## 日本のテレビ局との関わり
沖縄県の民放テレビ局である琉球朝日放送（テレビ朝日系列）や北海道の民放テレビ局である北海道放送（TBS系列）との間で業務提携を締結している。

## 会社概要
- 商号：聯利媒體股份有限公司[2]
- 本社所在地：中華民国（台湾）台北市内湖区瑞光路451号[2]
- 設立：1993年9月28日[2]
- 代表者：董事長・陳文琦（中国語版）[4]
- 子会社
  - 聯利科技股份有限公司[5]
  - 豐采節目製作股份有限公司[5]

## チャンネル
- TVBS（中国語版） - 総合編成（主にニュース）
- TVBSエンターテインメントチャンネル（中国語版） - 娯楽専門（ドラマなど）
- TVBSニュースチャンネル（中国語版） - ニュース専門
- TVBS精彩チャンネル（中国語版） - 総合編成（主に精彩番組）
- TVBSアジア（中国語版） - 香港向け、2021年で放送終了